# Cephalodiscus sibogae
Cephalodiscus sibogae är en djurart som tillhör fylumet svalgsträngsdjur, och som beskrevs av Harmer 1905. Cephalodiscus sibogae ingår i släktet Cephalodiscus och familjen Cephalodiscidae. Inga underarter finns listade i Catalogue of Life.